# Jane Bownová
Jane Hope Bownová CBE (nepřechýleně Jane Bown; 13. března 1925 – 21. prosince 2014) byla anglická fotografka, která od roku 1949 pracovala pro noviny The Observer. Její portréty, focené primárně černobíle a za použití dostupného světla, získaly široký ohlas u kritiky a její práci popsal lord Snowdon jako „jakýsi anglický Cartier-Bresson “.

## Životopis
Bownová se narodila v Eastnor, Herefordshire dne 13. března 1925. Své dětství popsala jako šťastné, byla vychovaná v Dorsetu ženami, o nichž věřila, že jsou jejími tetami. Bownová řekla, že byla rozrušená, když si ve dvanácti letech uvědomila, že jedna z nich byla její matka a její narození bylo nelegitimní. Tento objev ji v dospívání přivedl k delikventnímu chování a chladnému chování vůči matce. Její otec byl přes šedesát let starý Charles Wentworth Bell, který zaměstnával její matku jako zdravotní sestru. Nejprve pracovala jako korektor map u WRNS, což zahrnovalo roli při plánování invaze dne D, a toto zaměstnání ji opravňovalo ke stipendiu na vzdělání. Poté studovala fotografii na Guildford School of Art pod vedením Ifora Thomase.
Bownová začala svou kariéru jako fotografka svatebních portrétů až do roku 1951, kdy ji Thomas seznámil s Mechthild Nawiasky, obrazovou editorkou v The Observer. Nawiasky ukázala její portfolio redaktorovi Davidu Astorovi, který byl ohromen, a okamžitě ji pověřil, aby fotografovala filozofa Bertranda Russella.
Bownová fotografovala primárně v černobílém provedení a preferovala použití dostupného světla. Do začátku 60. let pracovala především s fotoaparátem Rolleiflex. Následně Bownová používala 35 mm Pentax SLR, než se ustálila na fotoaparátu Olympus OM-1, často s použitím 85 mm objektivu. Fotografovala stovky osobností, včetně Orsona Wellese, Samuela Becketta, Sira Johna Betjemana, Woodyho Allena, Cilla Black, Quentina Crispa, PJ Harveyho, Johna Lennona, Trumana Capoteho, Johna Peela, gangstera Charlieho Richardsona, polního maršála Sira Geralda Templera, Jarvise. Cocker, Björk, Jayne Mansfield, Diana Dors, Henri Cartier-Bresson, Eve Arnold, Evelyn Waugh, Brassai a Margaret Thatcherová. Nafotila portrét k osmdesátým narozeninám královny Alžběty II.
Rozsáhlá fotožurnalistika Bownové zahrnuje série o Hop Pickers, vystěhování z Ženského mírového tábora v Greenham Common, Butlinovo prázdninové letovisko, Britské pobřeží a v roce 2002 festival Glastonbury. Její sociální dokument a fotožurnalistika byly před vydáním její knihy Unknown Bown 1947–1967 (2007) většinou nepublikované a neznámé.
V roce 2007 vybrali Val Williams a Susan Bright její práce z Greenham Common jako součást How We Are: Photographing Britain, prvního velkého průzkumu fotografie, který se konal v Tate Britain.
Dokument o Jane Bownové, Looking For Light (2014), režírovaný Lukem Doddem a Michaelem Whytem, představuje Bownovou rozhovor o jejím životě a rozhovory s těmi, s nimiž fotografovala a spolupracovala, včetně Edny O'Brien, Lynn Barber a Richarda Ashcrofta.
V červnu 2014, Bownová získala čestný titul z University for the Creative Arts.

## Soukromý život
V roce 1954 si Bownová vzala manažera módního maloobchodu Martina Mosse. Pár měl tři děti, Matthew, Louisa a Hugo. Moss zemřel v roce 2007.
Dne 21. prosince 2014 Bownová zemřela ve věku 89 let. Lord Snowdon vzdal hold její práci a popsal ji jako „jakýsi anglický Cartier-Bresson“, který produkoval „fotografii v celé své kráse. Nespoléhá na triky, jen na jednoduché, poctivé zachycení, ale bystrým a intelektuálním okem." 

## Ocenění
- 1985: členka Řádu britského impéria (MBE)[11]
- 1995: velitelka Řádu britského impéria (CBE)[12]
- 2000: Honorary Fellowship, Královská fotografická společnost[13]

## Výstavy
- The Gentle Eye, Národní portrétní galerie (Londýn), 1980–1981
- Rock 1963–2003, září–říjen 2003, The Guardian Newsroom, Londýn[14]
- Jane Bown, únor–duben 2005, National Portrait Gallery, Londýn[15]
- Unknown Bown 1947-1967, Guardian Newsroom, Londýn, 2007–2008
- How We Are: Fotografování Británie, Tate Britain, 2007. S ostatními. Obsahuje dílo Bownové z Greenham Common.
- Jane Bown: Exposures, prosinec 2009 – duben 2010, National Portrait Gallery, Londýn[16]

## Publikace
- The Gentle Eye (1980)
- Women of Consequence (1986)
- Men of Consequence (1987)
- The Singular Cat (1988)
- Pillars of the Church (1991)
- Observer (1996)
- Faces: The Creative Process Behind Great Portraits (2000)
- Rock 1963–2003 (2003)
- Unknown Bown 1947–1967 (2007)
- Exposures (2009)
- A Lifetime of Looking (2015)
- Jane Bown: Cats (2016)[17]

## Sbírky
Dílo autorky se nachází v následujících stálých sbírkách:
- Westminsterský palác, Londýn[18]
- Národní portrétní galerie (Londýn)[19]
- Falmouth Art Gallery[20]